# Teleskop Korscha

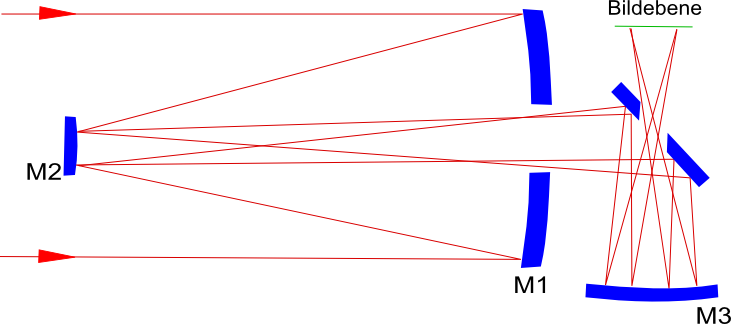
Schemat teleskopu Korscha

Teleskop Korscha – rodzaj teleskopu Cassegraina z dużym polem widzenia, wykorzystujący odpowiednie ustawienie trzech luster wobec siebie, dzięki któremu niewiele rozproszonych promieni świetlnych dociera do ogniskowej układu. 

## Przykłady wykorzystania teleskopu Korscha
- IKONOS (Korsch TMA)[1]
- EnMAP – Environmental Mapping and Analysis Program
- Persona – układ optyczny[2]
- Kosmiczny Teleskop Jamesa Webba (działający)[3]
- Teleskop kosmiczny Euclid (planowany)[4]
- Teleskop kosmiczny SNAP (planowany)

Firma Kodak oferuje teleskop jako gotowy zespół, który częściowo zmieniony jest wykorzystywany w GeoEye-1, IKONOS oraz OrbView.